# Џон Голдторп
Џон Хари Голдторп (енгл. John Goldthorpe; Грет Хотон, 27. мај 1935) је британски социолог. Он је професор емеритус на Нафилд колеџу, Оксфорд. За сарадника на Британској академији је изабран 1984. године, а од 2001. је инострани члан Шведске краљевске академије наука.
Голдторп проучава друштвену стратификацију, макросоциологију и од скоро културну потрошњу. Нарочито је значајан по томе што је допринео разумевању друштвене покретљивости. Осим тога, познат је по раду на тези о „побуржујчењу“ коју је поставио 1963. године. Допринео је и практичној примени социолошке теорије рационалног избора.

## Голдторпова класна схема
Голдторпово изучавање друштвене стратификације резултовало је чувеном „Голдторповом класном схемом“, једном од стандардних подела на друштвене класе у социологији. Ова класна схема се заснива на различитим положајима које људи заузимају на тржишту рада, тачније заснива се на разлици између ових положаја у смислу радних односа које они подразумевају. Тако се најпре разликују послодавци, самозапослени и запослени. Унутар групе запослених дефинисано је 11 класа на основу радних односа које они уживају. Оне су груписане у три главна кластера - сервисна класа, средња класа и радничка класа. Допринос ове схеме је доследно груписање занимања и радних односа унутар класне поделе.

## Радови
- 2007.
- 2004.
- 2000.
- 1996.
- 1992.
- 1992.
- 1989.
- 1987.
- 1963.